# Harbin Z-19
Harbin Z-19, također zvan WZ-19, kineski je laki izviđačko-jurišni helikopter koji je razvila Harbin Aircraft Manufacturing Corporation (HAMC) za Zračne snage Narodne oslobodilačke vojske i Zračne snage kopnene vojske. To je specijalizirana borbena varijanta Harbin Z-9, koja je licencno izrađena verzija Eurocoptera Dauphin.

## Dizajn i razvoj
Z-19 je nadograđena verzija tandem sjedala Harbin Z-9W (slično razvoju Bell AH-1 Cobra iz UH-1), koristeći mehaničke komponente izvedene iz serije Eurocopter AS365 Dauphin, budući da su Z- Serija 9 licencno izgrađene inačice helikoptera Dauphin.
Z-19 ima fenestron rep koji smanjuje razinu buke i stoga mu omogućuje postizanje određene razine akustične skrivenosti. Ispusi su također dizajnirani da umanje infracrveni potpis. Helikopter je opremljen radarom za kontrolu vatre na vrhu rotora s četiri lopatice. Za razliku od većine drugih jurišnih helikoptera, nema mitraljez na nosu ili automatski top.
Z-19 također ima oklop, sjedala otporna na udarce i kupolu s FLIR -om, TV-om i laserskim daljinomjerom. Također je opremljen naprednim nišanom montiranim na kacigu (HMS), koji izgleda drugačije od CAIC WZ-10 .

## Varijante
Z-19
Izvorna verzija u PLAGF službi.
Z-19E
Izvozna verzija Z-19. Prvi let dogodio se 18. svibnja 2017. Brojne zemlje iskazale su interes za akviziciju.

## Specifikacije (Z-19)
- Posada: dva, pilot i promatrač
- Duljina: 12 m
- Visina: 4,01 m
- Prazna masa: 2350 kg
- Maksimalna masa pri polijetanju: 4250 kg
- Pogon: 2 × WZ-8C turboosovine, 700 kW (940 KS) svaka
- Promjer glavnog rotora: 11,93 m
- Površina glavnog rotora: 111,79 m2

Performanse
- Najveća brzina: 280 km/h
- Brzina krstarenja: 245 km/h
- Domet: 700 km
- Izdržljivost: 4 sata
- Gornja granica leta: 6000 m
- Brzina uspona: 9 m/s

Naoružanje
- 2 pilona za rakete, topove, topove, 8x HJ-8 ili druge protutenkovske/zrak-zemlja/protubrodske projektile, 8x TY-90 projektile zrak-zrak.[3]